# 대림 로드윈 VJF-I
대림 로드윈 VJF-I(Daelim Roadwin VJF-I)는 대림오토바이가 2007년에 출시한 매뉴얼 모터사이클이며, 로드윈을 개량한 모델로 출시되었다. 대림자동차가 125cc급 모터사이클 최초로 개발한 수랭식 DOHC 엔진을 탑재했으며, 전자제어 연료분사장치를 장착하여 출력과 연비를 향상시키고 소음과 진동은 줄였다. 스포츠 바이크에 주로 장착되는 아날로그와 디지털이 혼합된 일체형 계기판이 장착되었다.

## 제원
- 전장 (mm): 2,025
- 전폭 (mm): 765
- 전고 (mm): 1,180
- 축간거리 (mm): 1,380
- 시트고 (mm): 780
- 최저지상고 (mm): 139
- 차량건조중량 (kg): 145
- 탑승인원 (인): 2
- 시동방식: 스타터모터
- 연료탱크용량 (l): 14.85
- 엔진형식: 수랭식 4행정 DOHC
- 변속방법: 5단  리턴
- 배기량 (cc): 124
- 타이어크기: (전)110/70-17, (후)140/70-17
- 현가장치 (전/후): 텔레스코픽/스윙암
- 브레이크 (전/후): 유압디스크/유압디스크